# Priit Pallum
Priit Pallum (nascido em 1964 em Tallinn) é um diplomata da Estónia.
Em 1989 ele formou-se na Universidade de Tartu. Em 1991, ele concluiu mais uma formação, desta vez na Escola de Diplomacia da Estónia. No mesmo ano começou a trabalhar para o Ministério das Relações Externas da Estónia.
Postos diplomáticos:
- Embaixador da Estónia na Holanda entre 2002 e 2006
- Embaixador da Estónia na Hungria, Croácia e Eslovénia entre 2010 e 2014
- Embaixador da Estónia na Grécia, Albânia e Chipre desde 2018

Em 2001 ele foi agraciado com a Ordem do Brasão de Armas Nacional, V classe